# Aconitum ferox
Aconitum ferox là một loài thực vật có hoa trong họ Mao lương. Loài này được Wall. ex Ser. mô tả khoa học đầu tiên năm 1823.